# Aïn Chouhada
Aïn Chouhada è un comune dell'Algeria, situato nella provincia di Djelfa.